# あわら警察署
あわら警察署（あわらけいさつしょ）は、福井県警察が管轄する11ある警察署の一つである。かつての名称は金津警察署（かなづけいさつしょ）だった。識別章所属表示はSG。

## 所在地
- 福井県あわら市井江葭35号103番地

## 管轄区域
- あわら市

## 沿革
- 1954年（昭和29年）7月：警察法改正により国家地方警察福井県本部から福井県警察に改組となる。
- 2004年（平成16年）3月1日：あわら市発足に伴い、福井県金津警察署から現名称に改める。
  - なお、所在地は元々芦原町であり、合併・改称まで「芦原町にある金津警察署」であった。
- 2006年（平成18年）3月20日：坂井町の管轄を丸岡警察署（同日「坂井警察署」に改称。）に移管し、管轄区域があわら市のみとなる。

## 組織
- 警務課
  - 警務教養係
  - 警察安全相談係
- 会計課
  - 会計係
- 刑事生活安全課
  - 刑事(第一係・第二係)
  - 鑑識・庶務係
  - 生活安全係
- 地域課
  - 指導・通信指令係
- 交通課
  - 交通(第一係・第ニ係)
- 警備課
  - 警備係

## 交番

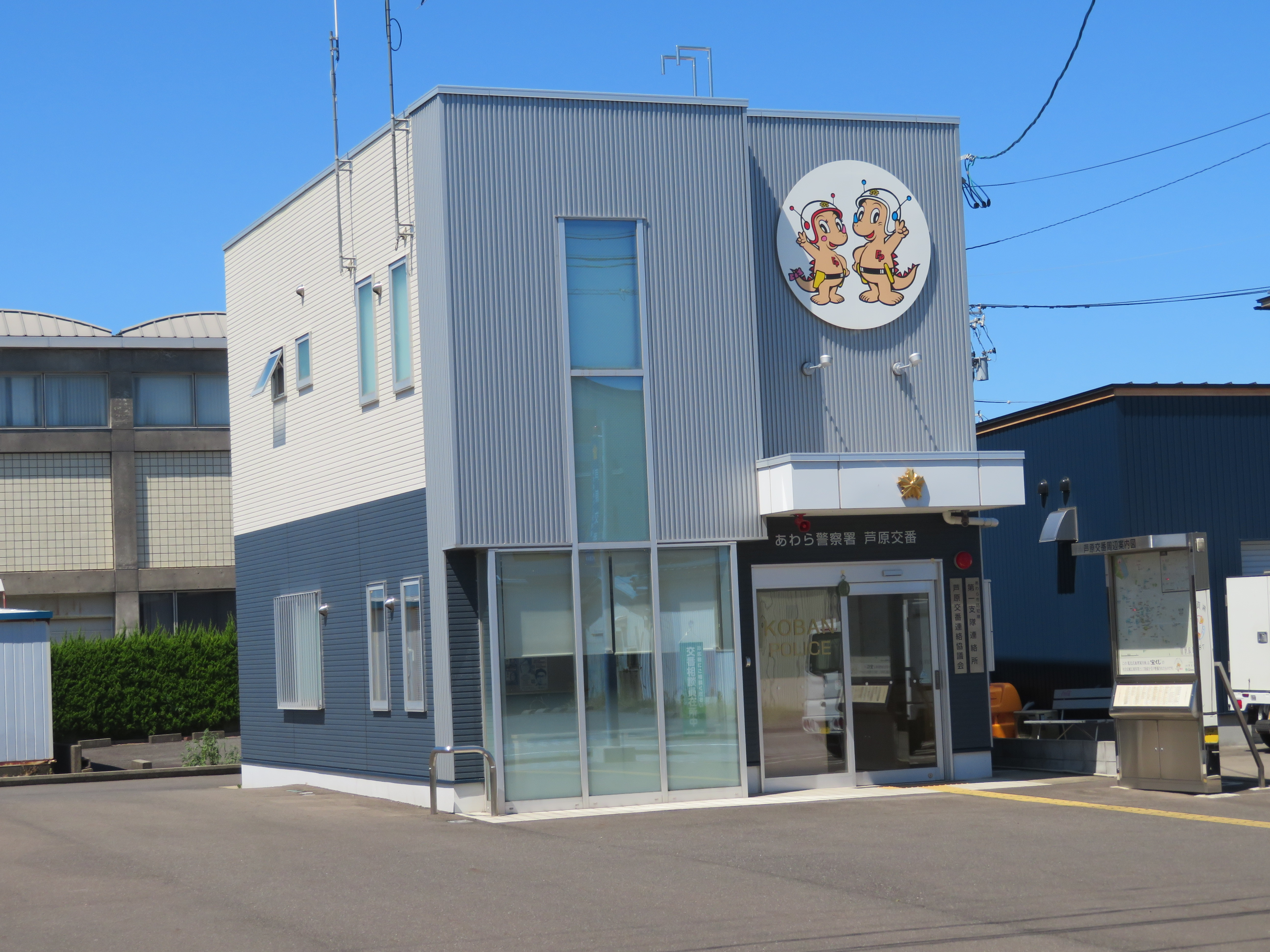
芦原交番

- 芦原交番（あわら市舟津3丁目12）
- 駅前交番（あわら市春宮1丁目8-25）

## 駐在所
- 坪江駐在所（あわら市北6-1）
- 細呂木駐在所（あわら市滝10-1-2）
- 吉崎駐在所（あわら市吉崎2丁目1001）
- 本荘駐在所（あわら市下番32-81-1）

## 検問所
- 熊坂検問所（あわら市熊坂）